# Конгресс в Ангостуре

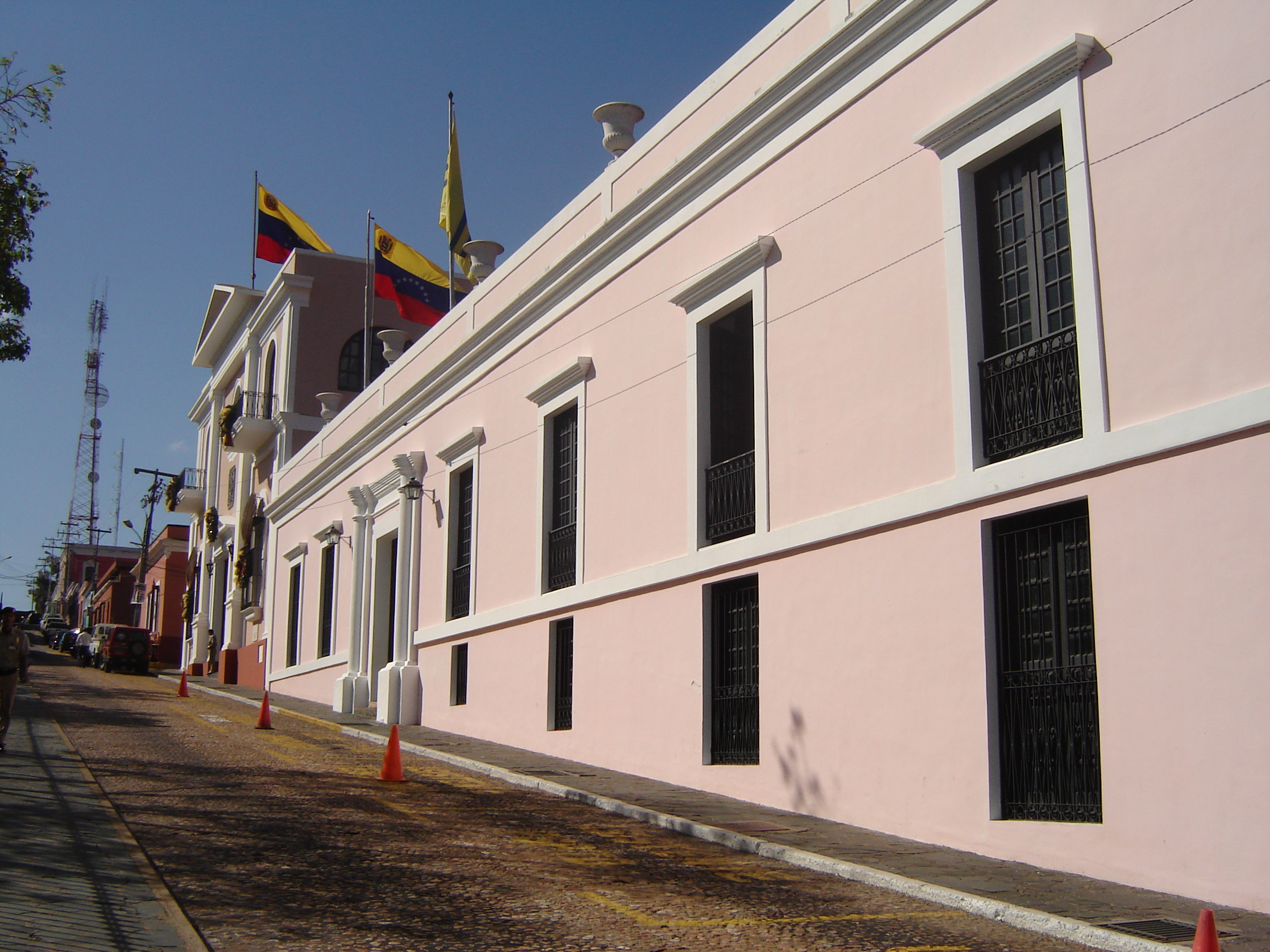
Здание, в котором заседал Ангостурский конгресс

Ангостурский конгресс (исп. Congreso de Angostura) — конституционное собрание южноамериканских патриотов, боровшихся за свободу от испанской власти, заседавшее с 19 февраля 1819 года по 15 января 1820 года. В истории Венесуэлы считается «Вторым конституционным конгрессом» (El segundo Congreso Constituyente de la República de Venezuela).
В 1819 году Симон Боливар созвал в Ангостуре (ныне Сьюдад-Боливар в Венесуэле) «конгресс, представляющий всю нацию». Так как в реальности в то время в руках патриотов находились лишь южная часть Венесуэлы и остров Маргарита, то избрано было лишь 26 делегатов из 30. Делегаты представляли провинции Каракас, Кумана, Трухильо, Маргарита, Баринас, Барселона и Гайана. В связи с тем, что территория Новой Гранады всё ещё находилась под контролем Испании, Новую Гранаду представляли новогранадцы, сражавшиеся против испанцев на стороне венесуэльцев.
Выступая на открытии конгресса 19 февраля 1819 года, Боливар изложил свои идеи относительно нового государства, которые лежали в широком спектре от конституционной республики до власти аристократии. Он считал, что республиканский лидер, власть которого должна быть больше власти монарха, должен избираться пожизненно. Предлагался двухпалатный парламент, места в верхней палате которого должны были передаваться по наследству. Помимо Верховного Суда предлагалось также ввести общественный институт цензоров. Предлагалось отменить рабство, ввести свободу вероисповедания, наделить мужчин избирательным правом в зависимости от имущественного ценза.
Конгресс отклонил проект об установлении пожизненного сената, а срок правления президента ограничили четырьмя годами. Предложение о введении института цензоров также не прошло.
В итоге конгресс принял Основной закон, главные положения которого были следующими:
- Венесуэла и Новая Гранада объединялись в новую единую сущность, называемую «Республика Колумбия»
- Территорию Республики Колумбия образуют территории бывших генерал-капитанства Венесуэла и вице-королевства Новая Гранада
- Республика Колумбия делится на три департамента: Венесуэла, Кито и Кундинамарка. Название «Новая Гранада» выводится из употребления. Столицами департаментов становятся соответственно Каракас, Кито и Богота (бывшая Санта-Фе-де-Богота)
- Каждый департамент возглавляется назначаемым Конгрессом начальником, получающим статус вице-президента страны
- Столицей страны станет новый город, название которому даст «Освободитель» Симон Боливар, а план и местоположение определит Первый Всеобщий Конгресс
- Всеобщий Конгресс Колумбии соберётся 1 января 1821 года в Вилья-дель-Росарио-дель-Кукута, находящемся в центре страны
- Конституция Республики Колумбия, её герб и флаг будут утверждены Всеобщим конгрессом
- Конгресс в Ангостуре прекращает свою деятельность 15 января 1820 года и будет временно заменён комиссией из шести членов и президента